# Бан (Горња Марна)
Бан (фр. Bannes) насеље је и општина у североисточној Француској у региону Шампања-Ардени, у департману Горња Марна која припада префектури Лангр.
По подацима из 2011. године у општини је живело 395 становника, а густина насељености је износила 43,12 становника/km². Општина се простире на површини од 9,16 km². Налази се на средњој надморској висини од 350 метара.

## Демографија
| 1962. | 1968. | 1975. | 1982. | 1990. | 1999. | 2011. |
| ----- | ----- | ----- | ----- | ----- | ----- | ----- |
| 238   | 265   | 312   | 365   | 393   | 392   | 395   |

График промене броја становника у току последњих година